# I Want to Take You Higher
"I Want to Take You Higher" är en låt av den amerikanska soul- och funkgruppen Sly and the Family Stone släppt på singel 1969 som b-sida till gruppens topp 30-hit "Stand!". Precis som de flesta andra låtarna från gruppens fjärde album, Stand!, har texten till "I Want to Take You Higher" inget politiskt budskap utan är istället en enkel tillägnad till musiken och dess känslor. I likhet med de flesta låtar släppta av gruppen står Sly Stone som ensam låtskrivare.
Även om singeln var en b-sida så blev det ändå en topp 40-hit 1970, då den återsläpptes som en egen singel. Samma år spelade Ike & Tina Turner in en cover på låten och fick en hit. Den placerade sig på plats 34 på den amerikanska singellistan, fyra placeringar bättre än Sly and the Family Stones original.

## Instrumentation
- Solosång av Sly Stone, Rosie Stone, Freddie Stone och Larry Graham
- Körsång av Rosie Stone, Freddie Stone, Larry Graham, Greg Errico, Jerry Martini och Cynthia Robinson
- Munspel, keyboard av Sly Stone
- Gitarr av Freddie Stone
- Bas av Larry Graham
- Trummor av Greg Errico
- Blåsinstrument av Jerry Martini (tenorsaxofon) och Cynthia Robinson (trumpet)
- Skriven och producerad av Sly Stone